# Adi Nes

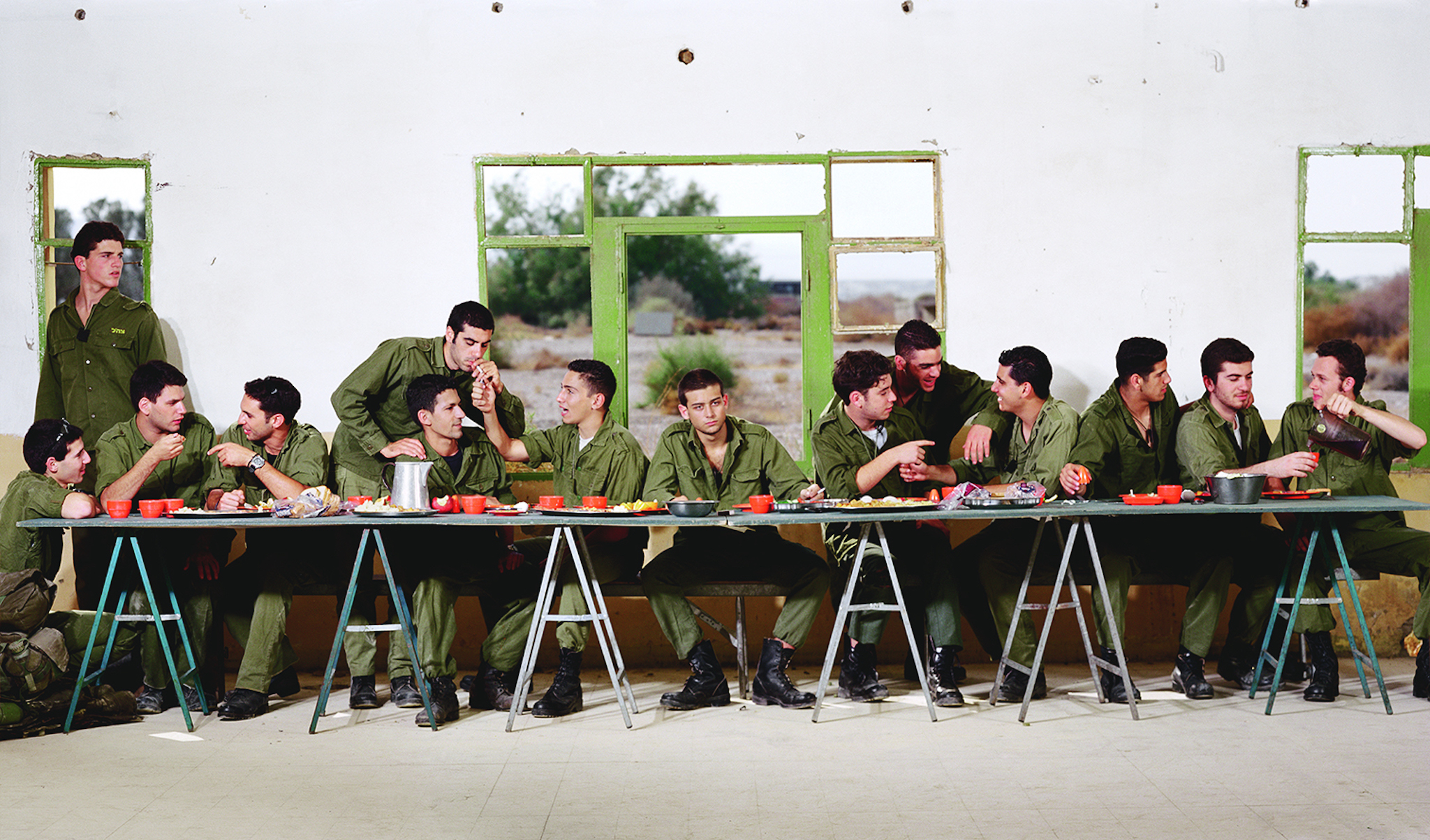
Adi Nes: Poslední večeře, 1999

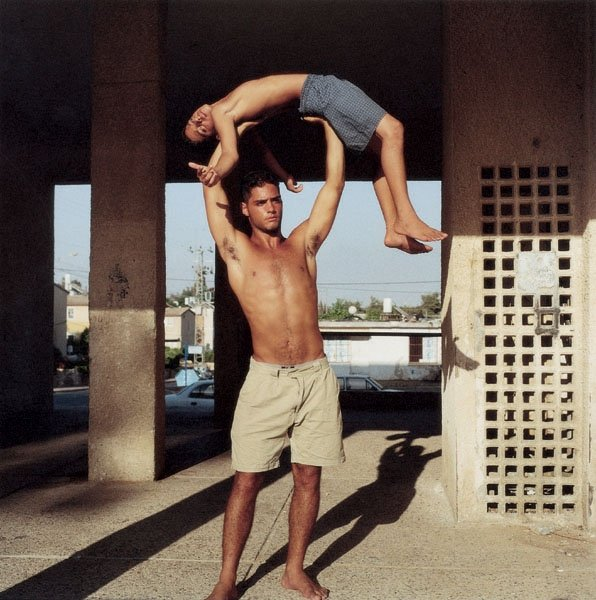
Adi Nes: cyklus Chlapci, 2000

Adi Nes (* 1966, Kirjat Gat) je izraelský fotograf, známý svými cykly na motivy biblických příběhů, portrétními sériemi Chlapci nebo Vězni.

## Život a dílo
Narodil se v Kirjat Gat jako syn íránsko-kurdských přistěhovalců, kteří přišli do Izraele v roce 1950 z Íránu. Vystavoval od Tel Avivu po San Diego. Jeho zřejmě nejznámějším cyklem jsou Vojáci, který byl kritizován za svůj homoeroticismus a využíváním izraelských modelů s tmavou pletí, které jsou často předmětem diskriminace při hledání „Araba“.
V roce 2003 byl autorem pilotního článku magazínu Vogue Hommes. Uspořádal několik samostatných výstav v Centru umění Wexner, Legion of Honor v San Franciscu, Telavivském muzeu umění, Muzeu současného umění v San Diegu a Melkweg galerii v Amsterdamu a řadu dalších. Jeho práce byla součástí řady skupinových výstav v Hotel de Sully v Paříž a Židovském muzeu v New Yorku a mnoha dalších. Recenze o něm se objevily v New York Times, Financial Times a dalších periodikách. V roce 2005 byl vybrán jako vynikající umělec prestižní nadace Israel Cultural Excellence Foundation.
Nesova nejznámější fotografie připomíná Leonardovu Poslední večeři, ve které nahradil postavy mladými izraelskými vojáky. Fotografie byla prodána v roce 2005 na aukci Sotheby za 102 000 USD a další v roce 2007 za 264 000 dolarů. Snímek se objevil na titulní stránce New York Times v květnu 2008.
Nesovy rané práce bývají charakterizovány jako podrývání stereotypu maskulinity izraelského muže pomocí homoerotismu, spánku a zranitelných postav. Pravidelně využíval tmavé izraelské modely. Modely často připomínaly barokní období. Nes vypověděl, že inspirace pro jeho fotografie je částečně autobiografická:
| „         | Mé inscenované fotografie jsou velmi velké a často připomínají známé výjevy z dějin umění a západní civilizace kombinované s osobní zkušenosti, na základě mého života gaye vyrůstajícího v malém městě na okraji izraelské společnosti. | “ |
| — Adi Nes | |   |

Žije a pracuje v Tel Avivu. Jeho díla jsou na prodej přes agenturu Jack Shainman Gallery v New York City. V lednu 2007 začal pracovat na novém cyklu na téma biblických příběhů.

## Vzdělání
- 1989–1992 Becalelova akademie umění a designu, Jeruzalém, fotografie

## Ceny a ocenění
- 1993 Ministry of Education Council for Prize for Completion of Work, Ministry of Culture and Education
- 1993 Sandra Jacobs Scholarship for Documentary in London
- 1999 The Minister of Education, Cultre and Sport Prize, The Ministry of Education, Culture and Sport
- 2000 Nathan Gottsdiner Foundation, The Israeli Art Prize, Telavivské muzeum umění, Tel Aviv
- 2003 The Constantiner Photographer Award for an Israeli Artist, Telavivské muzeum umění, Tel Aviv
- 2005 The Fund for Excellence in Fine Arts

## Fotografie

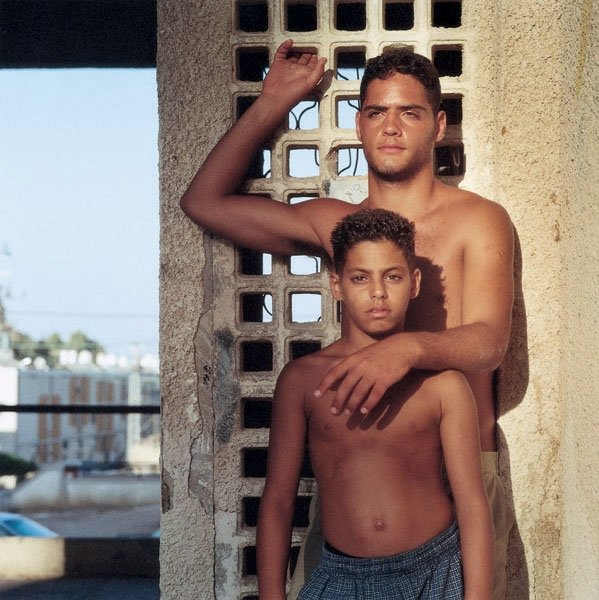
Cyklus Chlapci, 2000
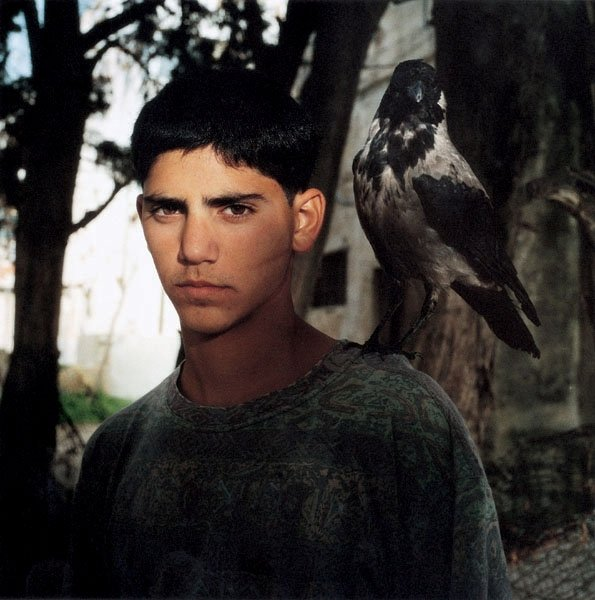
Cyklus Chlapci, 2000
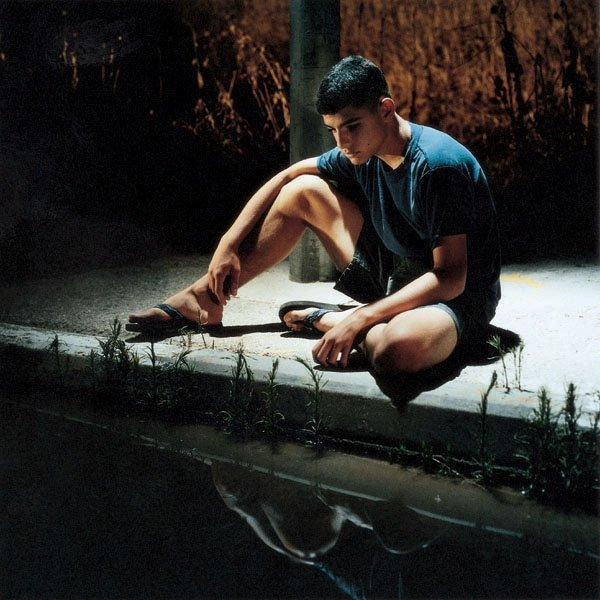
Cyklus Chlapci, 2000
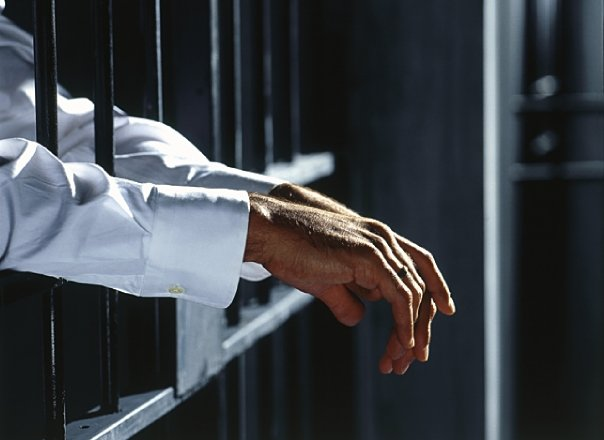
Cyklus Vězni
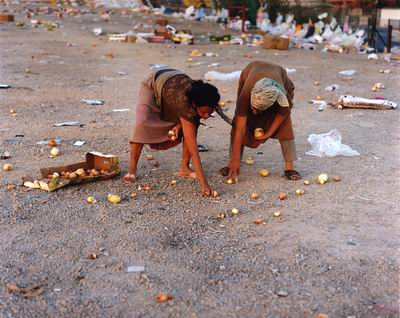
Ruth a Naomi, sběračky
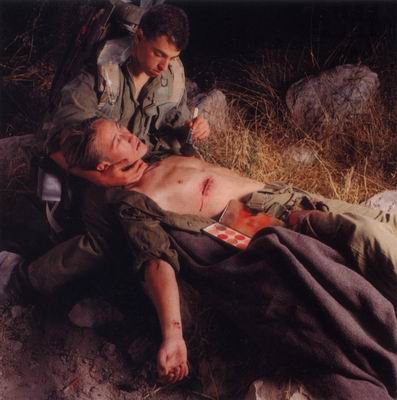
Bez názvu
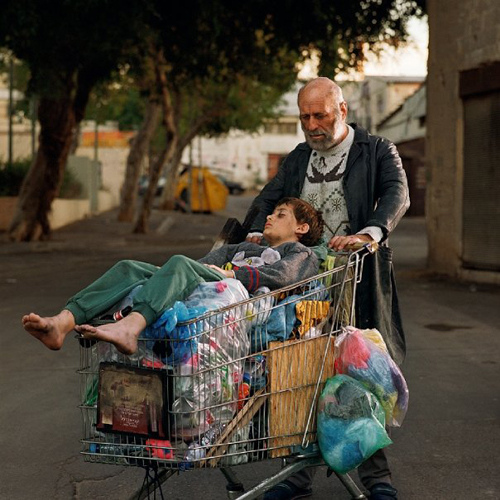
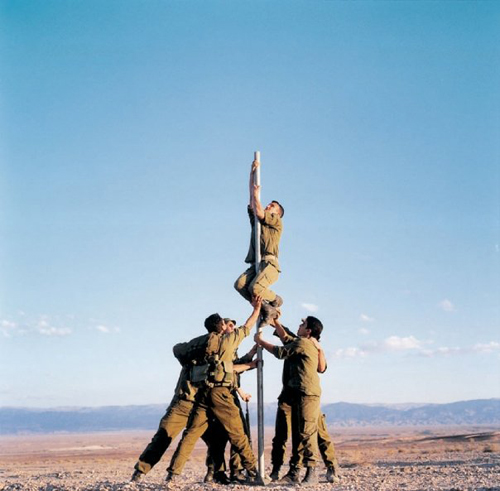